# Ryan Merriman
Ryan Earl Merriman (*10. duben 1983, Choctaw, USA) je americký herec, který je známý především jako představitel dětských rolí během 90. let a hrál ve 30 Hollywoodských filmech.

## Život
Narodil se ve městě Choctaw, syn Earla a Nony Merrimanových. Rodina z otcovy strany je původem z Německa, rodina matky pak z Velké Británie. Jako mladý hoch se věnoval herectví, at už divadelnímu, televiznímu, či snad jen hlasovému. Mezi jeho hlavní záliby patří golf, vodní a zimní sporty nebo basketbal. Oženil se se svou dlouholetou láskou ze školy, Micol Duncan a přátelé a kolegové o něm říkají, že je to zábavný, charizmatický muž.

## Kariéra
První hlavnější roli dostal do televizní série Mumie, který se vysílal mezi roky 1993 a 1995. Mimo to se objevil i v seriálech Smallville, Taken nebo Dangerous Child.
Dostal i role ve filmech, například ve filmu Halloween:Zmrtvýchvstání si zahrál zachránce Deckarda, ve filmu Ztraceni v moři si pak zahrál ztraceného syna Michelle Pffeifer.

## Filmografie
- 1996 - The Pretender
- 1999 - Ztraceni v moři, Smart house
- 2001 - Dangerous child, The Luck of Irish
- 2002 - The Ring of Endless Light, Halloween:Zmrtvýchvstání
- 2003 - Veritas
- 2004 - Smallville
- 2005 - Kruh 2
- 2006 - Nezvratný osud 3
- 2007 - Home of the Giants, Comanche Moon
- 2008 - Backwoods, The Hard Ride
- 2010 - Pretty Little Liars